# Macalpinomyces tanakae
Macalpinomyces tanakae är en svampart som först beskrevs av Seiya Ito, och fick sitt nu gällande namn av Vánky 1998. Macalpinomyces tanakae ingår i släktet Macalpinomyces och familjen Ustilaginaceae.   Inga underarter finns listade i Catalogue of Life.